# Link (påhängsvagn)

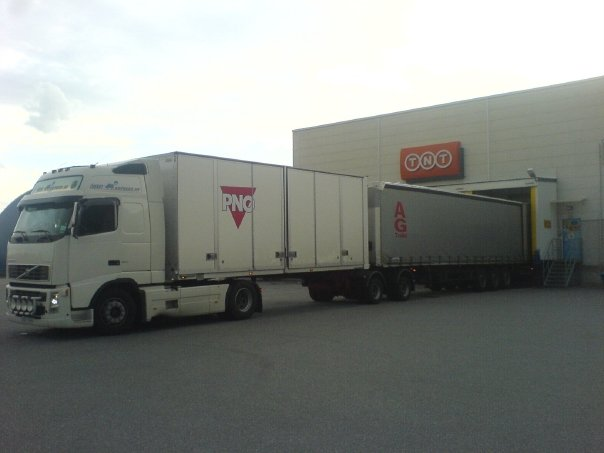
Lastbilsekipage med link

Link är en påhängsvagn för tunga lastbilar av typen Trailerdragare (Dragbil).

## Användning
Linken används i ett av tre olika sk. modulekipage som möjliggör en total tåglängd på 25,25 meter.
Linken är utrustad med en vändskiva och kan därmed dra ytterligare en påhängsvagn efter sig.
Den traditionella Linken är 7,5-8,0 meter lång (i fullt utdraget läge) och väger 5000-7000 kg (tjänstevikt) beroende på typen av påbyggnad.
Linkens axlar och vändskiva är skjutbara och ger därför möjligheten att korta ner ekipaget, då Linken körs utan tillkopplad påhängsvagn eller då åtkomst till Linkens bakparti krävs (tex vid lastning/lossning i port), genom att förflytta axlarna och vändskivan längre fram under påhängsvagnen.
Ett komplett Linkekipage som mäter 25,25 meter i total tåglängd består av:
1. Dragbil  
2. Link (påhängsvagn) 
3. Trailer (påhängsvagn)